# 蓬卡纳韦塞
蓬卡纳韦塞（義大利語：Pont Canavese），是意大利皮埃蒙特大区都靈廣域市的一个市镇。总面积19平方公里，人口3763人，人口密度198.1人/平方公里（2009年）。ISTAT代码为001199。